# 상어
상어는 연골어류에 속하는 어류이다. 교어(鮫魚), 사어(鯊魚)로도 부른다.
전세계의 열대에서 한대까지의 해양에 널리 분포하는데, 대부분은 열대에서 온대에 걸친 따뜻한 바다에 산다. 생활의 범위는 한정되어 있지 않고 담수역에도 서식하는 것이 있다. 전세계에 350종이 분포하며 크기는 전체길이 18m인 고래상어에서 겨우 15cm인 상어까지 여러 가지인데, 80% 이상은 전체길이가 2m 이하이다. 인간에게 해를 준다고 기록되어 있는 것은 30종 정도로 대표적으로 백상아리, 청상아리, 악상어, 흉상어, 귀상어, 뱀상어 등이 있다.

## 개요

### 생태
커다란 고래부터 작은 플랑크톤까지 먹이가 다양한데, 포식성 상어들의 경우 빠져도 얼마든지 다시 자라나는 날카로운 이빨과 강력한 턱 덕분에 바다의 최상위 포식자로 군림한다. 전세계 해양에 널리 분포하고 황소상어 등 일부 종은 기수역(하천·호수 및 연해 등의 수역 중 기수가 차지하는 지역), 민물에도 진출한다. 또한 심해성 상어도 알려져 있다. 2016년 3월 말 기준으로 전세계 9목 34과 105속 509종이 존재한다.

### 상어에 대한 오해, 수난
1945년 인디애나폴리스 군함이 침몰한 사건의 부분적인 면을 보여준 영화 《죠스》의 영향으로 사람을 공격하는 잔인하고 위험한 생물로 잘못 여겨져 있다. 그러나 상어 중에서 사람을 해치는 종류는 상어류 전체의 10% 정도인 20~30종 내외이고, 이들조차 사람을 먹으려고 공격하는 것은 아니다. 사람을 다른 생물로 착각하고 공격하는 것이 대부분이다. 백상아리와 뱀상어 등으로 대표되는 날카로운 이빨과 강한 턱을 가진 종은 특히 위험하며 배가 침몰하면 공격하는 경우도 있다. 사람이 상어에게 공격받아서 사망하는 사례는 1년에 5명 내외로 발생하는 것으로 조사되었다. 그러나 샥스핀이나 이빨 채취, 스포츠 낚시 등으로 인간에 의해 포획되거나 사살되는 상어는 1년에 1억 마리가 넘는다.

## 분류
상어는 분류학상으로 연골어강의 판새아강에 속하는 상어상목(Selachimorpha)으로 분류한다. 상어상목에 포함되는 470종 이상이 보고되고 있으며 크게 8개 목으로 분류한다.

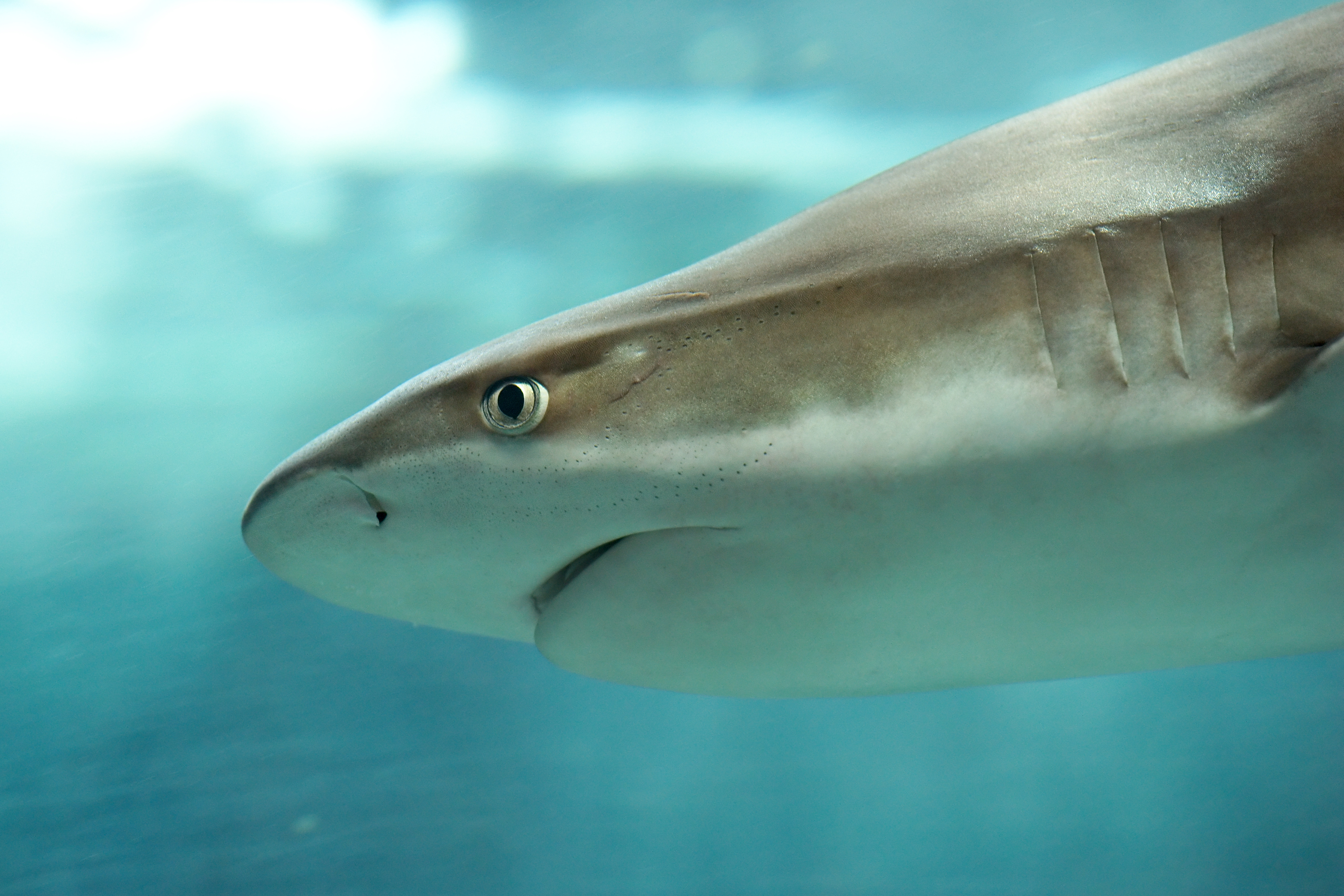
흑기흉상어
(Carcharhinus melanopterus)

- 신락상어목(Hexanchiformes) - 2과 4속 6종
- 돔발상어목(Squaliformes) - 7과 25속 126종
- 톱상어목(Pristiophoriformes) - 1과 2속 7종
- 전자리상어목(Squatiniformes) - 1과 1속 16종
- 괭이상어목(Heterodontiformes) - 1과 1속 9종
- 수염상어목(Orectolobiformes) - 7과 13속 43종
- 흉상어목(Carcharhiniformes) - 8과 51속 250여 종
- 악상어목(Lamniformes) - 7과 10속 16종

## 생김새
대부분 유선형의 몸으로 헤엄치는 데 도움이 된다. 입은 보통 머리 아래쪽에 열려 있으나 주둥이 끝에 열려 있는 경우도 있다. 코는 입의 앞쪽에 있으며, 어떤 것은 코와 입이 홈으로 연결되어 있다(얼룩상어). 눈은 머리 옆쪽에 있으며, 눈의 뒤쪽에 분수공이 있으나 성어(成魚)에는 없는 것도 있다(귀상어). 등지느러미는 보통 두 개나 한 개인 경우도 있고, 등지느러미의 앞가장자리에 가시가 있는 것도 있다(괭이상어·곱상어). 이는 엄니모양(청상아리), 삼각형모양(백상아리), 포석모양(별상어), 톱니모양(곱상어) 등 다양하다. 예비된 이는 사용되고 있는 이의 뒤에 있어 시간이 지남에 따라 앞으로 나온다. 비늘은 이빨 모양의 구조를 이루며 피치(皮齒)라고도 한다.
골격은 모두 연골성이고 부분적으로 골화(骨化)하는 것이 있다. 위턱과 두개골의 관절 구성 방식은 대부분 설접형(舌接型)이다. 소화계는 간단하며, 특히 위가 발달하여 대부분 U자 모양으로, 주머니를 뒤집듯이 소화되지 않은 것들을 입에서 밖으로 내보내는 것이 가능하다. 장은 짧지만 나선판이 있어 흡수 면적이 넓다. 직장샘이 있어 염류의 배출에 관여한다. 간은 2엽으로 크며 간유(肝油)는 비타민 A가 풍부하여 영양보급이나 부력 조절의 역할을 한다. 부레가 없어 부력은 헤엄을 치는 것으로 유지한다. 따라서 헤엄을 치지 않으면 가라앉는다. 심장에는 동맥구가 없는 대신 심장구가 발달해 있다. 난소는 왼쪽이 축퇴되어 있는 경우가 많으나 좌우 모두 기능하는 것도 있다(곱상어). 측선기관 중 감구(感丘)는 압력이나 진동을 감지하고 내이와 함께 특히 저주파의 소리에 민감하다. 후각이 매우 발달하였으며, 시각도 색을 구별하는 원추세포가 있는 등 고도로 발달되었다. 심해성의 상어 중에는 발광기를 가진 것이 있다(가시줄상어). 또한 삼투압 조절에는 체내에 다량 함유되어 있는 요소(尿素)가 관여하고 있다.
그리고 코앞에는 작은 점들이 있는데 그건 로렌치니 관상 기관이나 로렌치니 기관으로 불리며 앞에 있는 물체의 전기를 이용해 정확한 위치를 찾는다.

## 공격과 방어
상어는 로렌치니기관(Ampullae of Lorenzini)이라는 전기를 감지하는 기관이 있어서 주변에 흐르는 미세한 전류를 감지할 수 있다. 먹이인 물개나 큰 물고기들에게서 나오는 전기를 감지할 수 있어 공격을 정확하게 할 수 있다. 상어 학자들에 의한 실험에서 상어는 전기가 흐르는 전선을 마구 공격하였다. 사람을 공격하는 경우도 근육에서 나오는 전기를 감지해서 공격하는 것으로 밝혀졌다. 상어를 만났을 때 발버둥치지 말고 가만히 있으면 전기를 발생시키지 않아서 상어가 오지 않지만, 물속에서 시끄럽게 소동을 피우면 상어가 공격할 가능성이 높다. 상어가 공격할 때 눈을 찔러서 고통을 주면 상어의 공격을 막을 수 있다고 보고되었다.

### 상어와 사람
상어는 사람을 습격하면 무서우나 대부분 해를 주지 않는 것들이다. 세계에서 약 30만t이 어획되며 고기는 식용된다. 피치는 줄에 이용되는 외에 가죽을 말린 것은 칼자루로 쓰기도 한다. 심해성 상어의 간에 함유되어 있는 스쿠알렌은 고급화장품이나 약품의 원료로서 비싼 값에 거래된다. 1950년대 말 이후 상어에 관한 연구는 점점 늘어왔다. 특히 의학자들은 상어에게 악성종양이 거의 없다는 사실에 크게 주목하고 있다.

## 생활
상어는 대부분이 육식성이다. 상어의 대부분은 다른 종류의 상어를 포함하여 살아 있는 물고기를 주로 먹는다. 실제로 상어의 가장 일반적인 천적은 자기보다 몸집이 큰 다른 상어이다. 다만 보닛헤드귀상어의 경우는 식물성의 먹이인 해조류와 해초, 수생식물 등도 같이 먹는 잡식성인 상어이다.
상어는 대부분 먹이를 통째로 먹거나 큰 덩어리로 찢어서 먹는다. 일부는 먹이를 눌러 부수기도 한다. 이 때 떨어져 나온 작은 살점들은 작은 상어들이 주워 먹는다.
발생에는 난생·난태생·태생의 세 종류가 있다. 난생은 괭이상어·두톱상어·고래상어 등에서 볼 수 있고, 수정란은 단단한 알껍데기에 싸여 바다 밑바닥에서 산란된다. 보통 부화까지 6-12개월 정도 걸린다. 난태생은 어미 몸에서 부화한 태아가 주로 난황낭에서 영양을 받거나 자궁 내의 미발생란이나 자어(仔魚)를 먹으면서 생장하는 경우이다. 태생은 난황낭태반을 통해 어미에게서 영양보급을 받는 경우이다(개상어·흉상어·귀상어). 보통 봄에서 여름에 걸쳐 출산과 교미를 하는데 심해성이나 열대성 계절을 타지 않는다. 임신기간은 10-12개월이 보통이나 곱상어는 2년 가까이 걸린다. 새끼수는 적으면 한배에 2마리의 예도 있으나, 대체로 10마리 이하이다. 때로는 100마리를 넘는 것(뱀상어·청새리상어)도 있다. 태어난 이듬해에 생식이 가능한 종류도 있으나(별상어), 보통 4-5년 정도 걸리며 그렇지 않은 것은 그 이상이 지나야 생식을 할 수 있다.
또한 상어는 대다수가 바다에서 살지만 황소상어와 같이 바닷물과 민물을 오고가며 살 수 있는 종이 존재하고 갠지스상어는 아예 강으로 이뤄진 민물에 완벽히 적응하여서 오로지 민물에서만 서식하는 담수어인 진성민물상어이다.
수명은 짧은 것이라도 10년은 넘으며 긴 것은 100년 정도이다(곱상어). 육식성으로, 특히 발달해 있는 아가미갈퀴로 작은 물고기나 동물성 플랑크톤을 여과하여 먹거나(돌묵상어·고래상어·넓은주둥이상어), 포석모양의 어금니로 새우나 게를 잡아먹거나(별상어), 예리한 엄니모양의 이나 톱니모양의 이로 큰 동물을 잡아먹는다(백상아리·뱀상어). 헤엄을 잘 치는 상어는 계절회유를 하는 것이 많다.

### 생식
상어의 수컷들이 암컷과 짝짓기하는 방식은 다소 잔인하다. 수컷 상어에게는 포유류나 조류에서도 보이는 외부생식기가 존재하지 않는다. 수컷 상어는 외부생식기에 바닷물을 채운 뒤에 암컷 상어의 생식기에 정자가 섞인 바닷물을 주입한다. 이렇게 짝짓기가 끝나면 암컷 상어는 1~3개 정도의 질긴 껍질에 싸인 알을 낳아서 해조(海藻) 따위에 붙여놓는데, 어떤 상어는 알을 자궁 속에서 부화시켜서 부화된 새끼를 낳기도 한다. 이를 난태생이라고 부른다.

## 보존

최근 50년간 상어 포획량은 급격히 증가하였다.

전지구적인 상어의 포획은 거의 감시되거나 관리되지 않는다. 상어의 부산물(대표적으로 샥스핀용 지느러미)에 대한 수요가 증가하면서 상어의 포획에 대한 압력이 커졌다. 상어는 먹이사슬의 꼭대기에 있는 수명이 긴 육식 동물이어서 상대적으로 그 수가 적고, 일정 수준의 숫자를 유지하기 위해 빠르게 번식시키는 것도 어렵다.
상어의 숫자가 급격히 감소한 것은 최근에 들어서이다. 지난 20~30년 동안 보통 70% 이상이 감소되었고, 종류에 따라서는 90% 이상이 되기도 한다. 상어에 대한 다른 위협으로는, 환경 변화, 해안 개발, 해양 오염, 해저 또는 먹이의 어획 등이 있다.

## 같이 보기
- 경골어류
- 상어고기